# Зариньш, Леонидс
Леонидс Зариньш (латыш. Leonīds Zariņš, в советских документах Леонид Николаевич Заринь; 28 августа 1927, Приекуле — 3 августа 1954, Москва) — деятель латвийского антисоветского сопротивления.
Родился в семье врача Николая Зариньша (1895—1959). В 1944 г. отдельно от семьи, перебравшейся в Норвегию, бежал в Германию, окончил латышскую гимназию в Аугсбурге. В 1947 г. поступил в Балтийский университет в изгнании в Пиннеберге, где изучал механику и электротехнику. В 1950 г. получил стипендию Ассоциации молодых христиан для продолжения образования в США и перешёл на третий курс Университета штата Луизиана, который окончил в 1951 г. с дипломом инженера-электрика. Работал в компании Bell Telephone.
В том же 1951 г. обратился с письмом к президенту США Гарри Трумэну, призывая руководство США активнее поддерживать подпольную борьбу оккупированных Советским Союзом стран против новой власти. Письмо было передано в Центральное разведывательное управление, пригласившее Зариньша на собеседование. После 20 недель обучения Зариньш вылетел в Германию, откуда 16 мая 1953 года был заброшен в Латвию с 25 000 рублей наличными и документами на имя рабочего Юрия Ванага, для ведения диверсионной деятельности. Спустившись на парашюте в районе города Ауце, он отправился в Ригу, где 22 мая встретился с ранее завербованным Эдвином Озолиньшем, который, однако, к тому времени был перевербован советской контрразведкой. На следующий день Зариньш был арестован и после отказа работать на советские спецслужбы расстрелян в Бутырской тюрьме.
На братском кладбище «лесных братьев» в Дзелзкалнах Угальской волости при участии одноклассника Зариньша в Аугсбурге, депутата латвийского Сейма Илмара Далиньша был установлен памятный знак в честь Зариньша.